# Fréville (Vosges)
Pour les articles homonymes, voir Fréville.
Fréville est une commune française située dans le département des Vosges en région Grand Est.

## Géographie

### Localisation
Fréville est une petite commune rurale de l'Ouest vosgien, un peu à l'écart de la RD 674. Elle est limitrophe de Liffol-le-Grand du côté de Neufchâteau. Le village est très groupé, à l'altitude de 340 mètres, bien protégé des vents d'ouest et du nord par la côte de Bois le Comte qui le domine de plus de cent mètres.

### Géologie et relief
La commune se compose de 8,89 hectares de territoires artificialisés (4,53 %), 337,09 hectares de territoires agricoles (52,84 %) et 272,38 hectares de forêts et milieux semi-naturels (42,69 %).
Espaces naturels :
Pays de Neufchâteau.

### Hydrographie et les eaux souterraines
Hydrogéologie et climatologie : Système d’information pour la gestion des eaux souterraines du bassin Rhin-Meuse :
Territoire communal : Occupation du sol (Corinne Land Cover); Cours d'eau (BD Carthage),
Géologie : Carte géologique; Coupes géologiques et techniques,
 Hydrogéologie : Masses d'eau souterraine; BD Lisa; Cartes piézométriques.
La commune est située dans le bassin versant de la Meuse au sein du bassin Rhin-Meuse. Elle n'est drainée par aucun cours d'eau,.

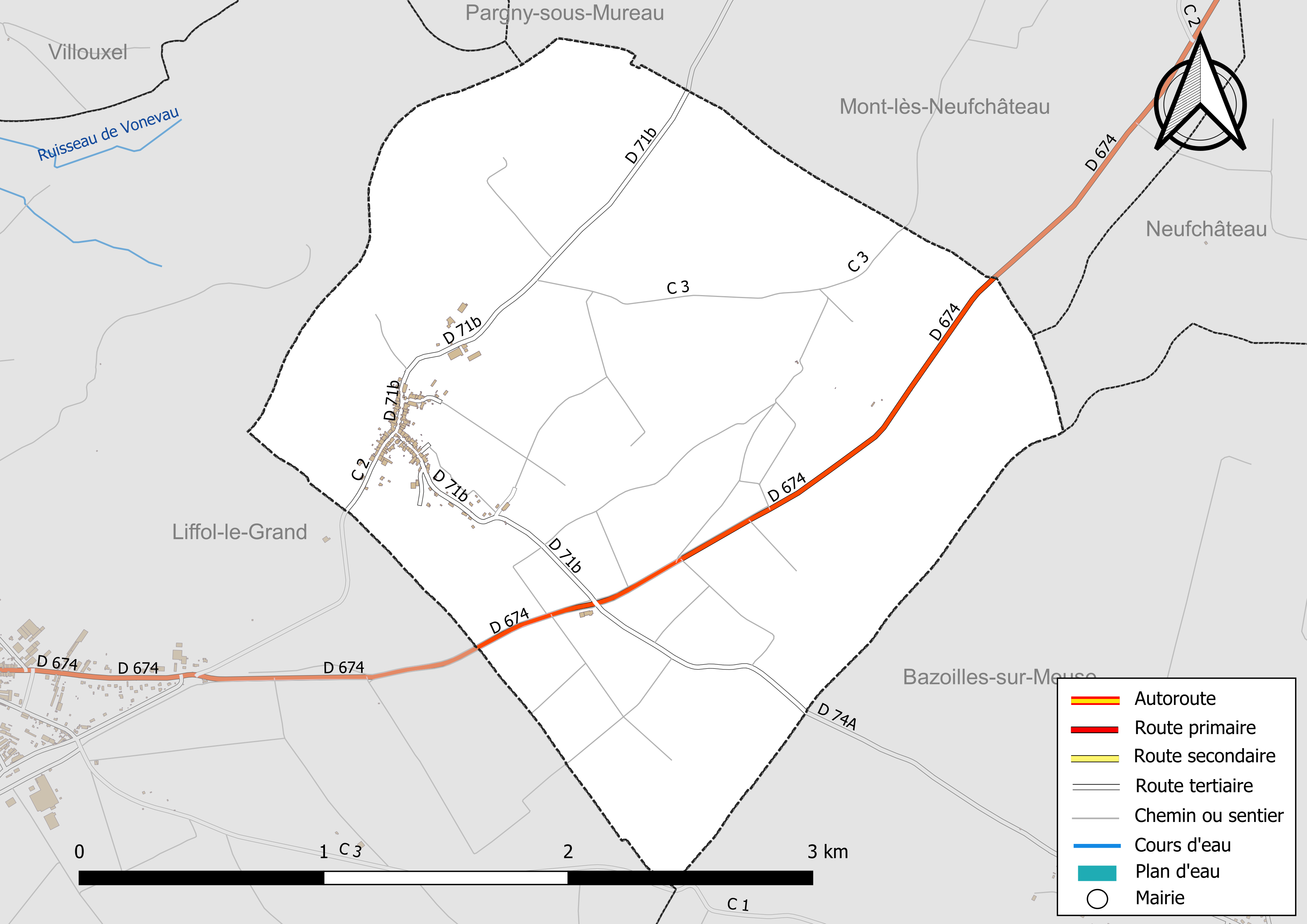
Réseaux hydrographique et routier de Fréville.

### Climat
Pour des articles plus généraux, voir Climat du Grand Est et Climat des Vosges.
En 2010, le climat de la commune est de type climat de montagne, selon une étude du Centre national de la recherche scientifique s'appuyant sur une série de données couvrant la période 1971-2000. En 2020, Météo-France publie une typologie des climats de la France métropolitaine dans laquelle la commune est exposée à un climat océanique altéré et est dans la région climatique  Lorraine, plateau de Langres, Morvan, caractérisée par un hiver rude (1,5 °C), des vents modérés et des brouillards fréquents en automne et hiver. 
Pour la période 1971-2000, la température annuelle moyenne est de 9,5 °C, avec une amplitude thermique annuelle de 16,5 °C. Le cumul annuel moyen de précipitations est de 996 mm, avec 13,8 jours de précipitations en janvier et 9,5 jours en juillet. Pour la période 1991-2020, la température moyenne annuelle observée sur la station météorologique de Météo-France la plus proche, « Rollainville », sur la commune de Rollainville à 10 km à vol d'oiseau, est de 10,3 °C et le cumul annuel moyen de précipitations est de 860,3 mm. 
La température maximale relevée sur cette station est de 39,6 °C, atteinte le 25 juillet 2019 ; la température minimale est de −18,2 °C, atteinte le 20 décembre 2009,,. 
Les paramètres climatiques de la commune ont été estimés pour le milieu du siècle (2041-2070) selon différents scénarios d'émission de gaz à effet de serre à partir des nouvelles projections climatiques de référence DRIAS-2020. Ils sont consultables sur un site dédié publié par Météo-France en novembre 2022.

## Urbanisme

### Typologie
Au 1er janvier 2024, Fréville est catégorisée commune rurale à habitat dispersé, selon la nouvelle grille communale de densité à sept niveaux définie par l'Insee en 2022.
Elle est située hors unité urbaine. Par ailleurs la commune fait partie de l'aire d'attraction de Neufchâteau, dont elle est une commune de la couronne,. Cette aire, qui regroupe 72 communes, est catégorisée dans les aires de moins de 50 000 habitants,.

### Occupation des sols
L'occupation des sols de la commune, telle qu'elle ressort de la base de données européenne d’occupation biophysique des sols Corine Land Cover (CLC), est marquée par l'importance des territoires agricoles (53,1 % en 2018), en diminution par rapport à 1990 (57,6 %). La répartition détaillée en 2018 est la suivante : 
forêts (42,4 %), prairies (29,5 %), terres arables (23,6 %), zones urbanisées (4,5 %). L'évolution de l’occupation des sols de la commune et de ses infrastructures peut être observée sur les différentes représentations cartographiques du territoire : la carte de Cassini (XVIIIe siècle), la carte d'état-major (1820-1866) et les cartes ou photos aériennes de l'IGN pour la période actuelle (1950 à aujourd'hui).

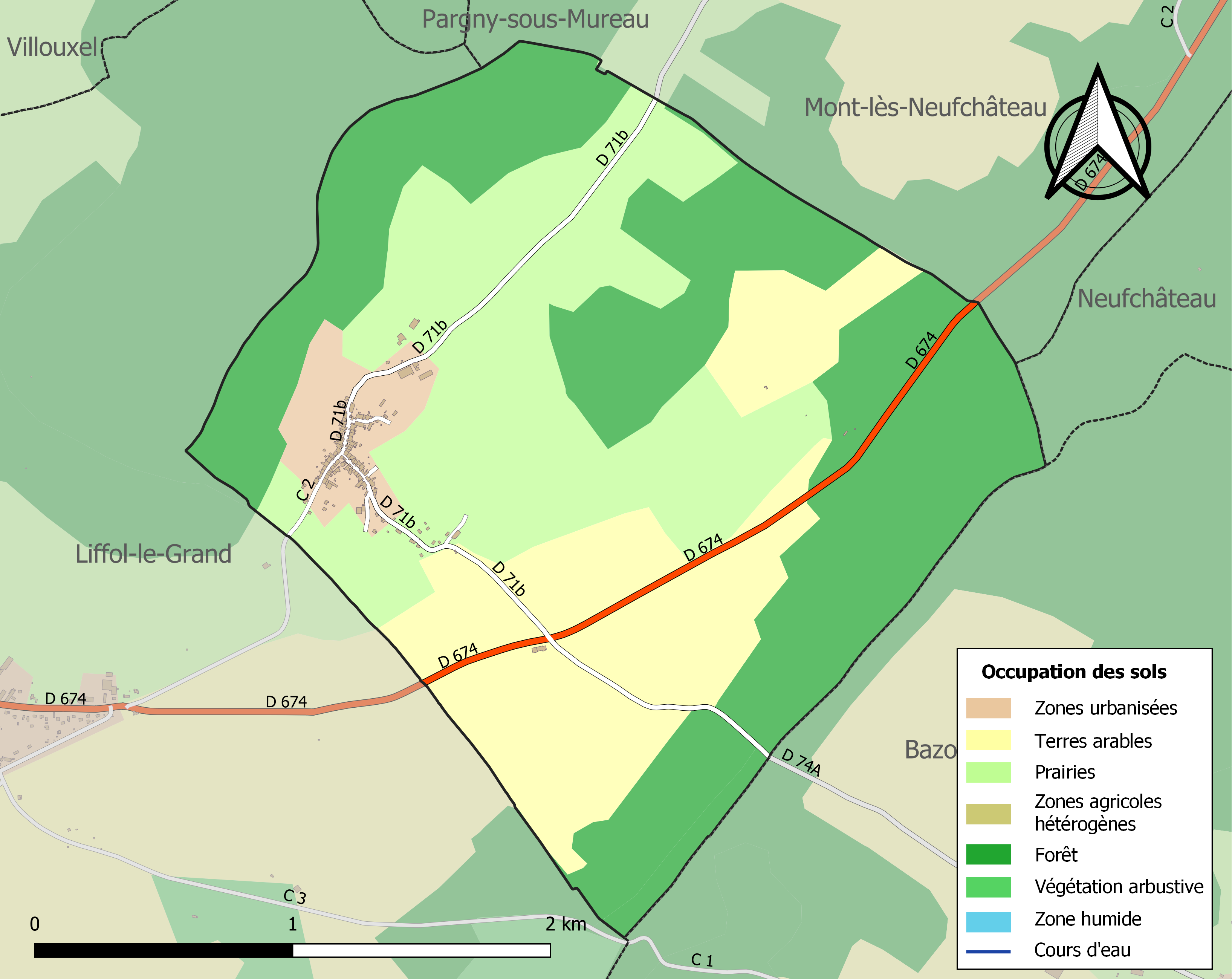
Carte des infrastructures et de l'occupation des sols de la commune en 2018 (CLC).

### Voies de communications et transports

#### Voies routières
- A31 (aussi appelée autoroute de Lorraine-Bourgogne). Échangeurs Châtenois, Bulgnéville, Robécourt.

#### Transports en commun
- Fluo Grand Est.

#### Lignes SNCF
- Gare de Contrexéville
- Gare de Vittel
- Gare de Neufchâteau

#### Transports aériens
- L'Aéroport d'Épinal-Mirecourt « Vosges Aéroport ».

À partir de l'été 2021, l’aéroport d’Épinal-Mirecourt est devenu le "pélicandrome" de la Zone Est et servira ainsi de base de ravitaillement et d’intervention pour les avions bombardiers d’eau connus sous le nom de Dash 8.
- Aérodrome de Langres - Rolampont.

## Toponymie
Le nom de la localité est attesté sous les formes Frisei villam, Frisvilla (1105) ; Frivilla (1145) ; Friville (1333) ; Frevilla, Freivilla (1402) ; Fryville (1456) ; Freville (1530) ; Fiéville (1656) ; Frainville (XVIIe siècle) ; Fratrum villa (1768).

Étymologie

## Histoire
Église construite dans la première moitié du XVe siècle, dont il subsiste certains éléments architecturaux. Sacristie sud construite en 1862.
Mairie école construite en 1827, par Voignier, entrepreneur à Neufchâteau, sur des plans d'Abel Mathey, architecte à Neufchâteau.

## Lieux et monuments

La tour d'église Saint-Pierre-Saint-Paul
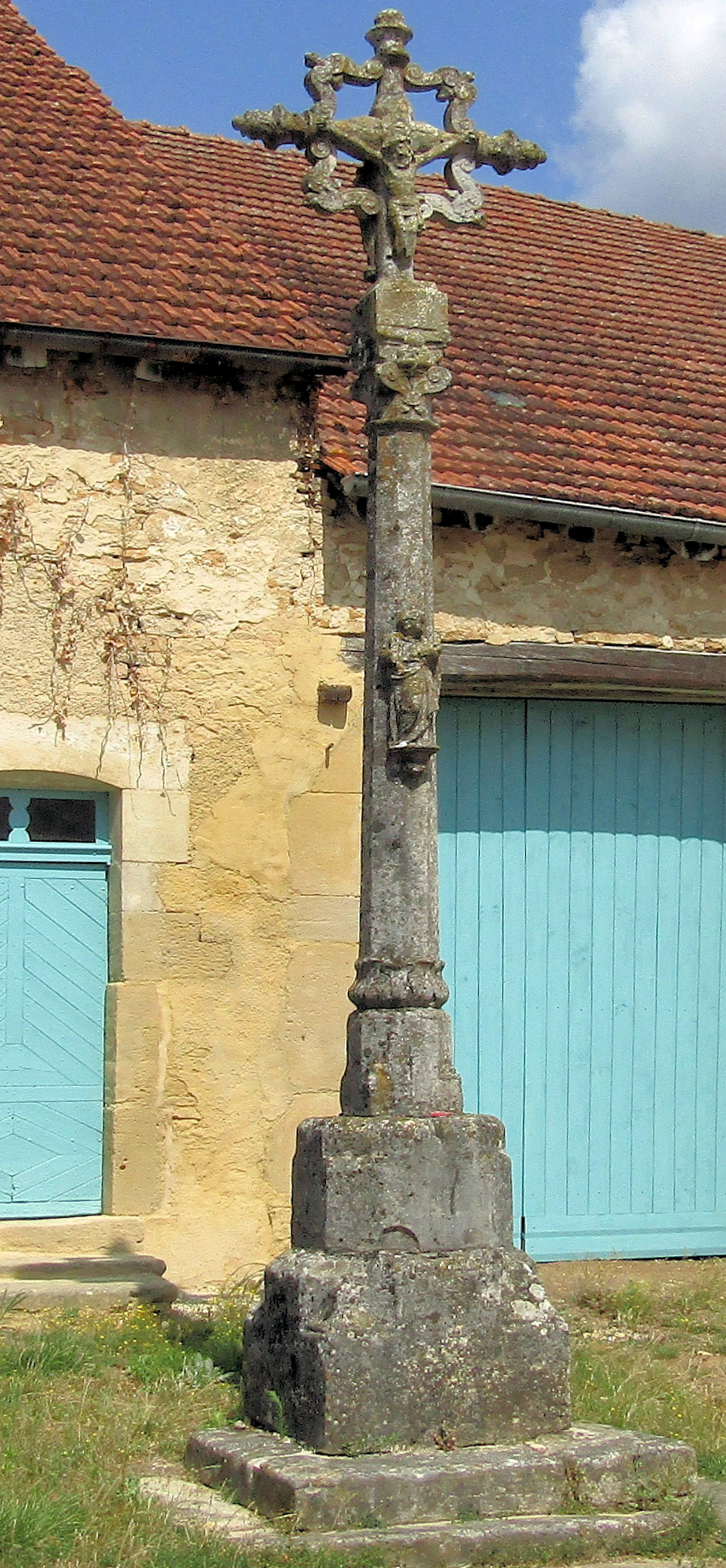
La croix de village.

- Église Saint-Pierre-et-Saint-Paul[20].

- Croix de village en pierre, datant de la fin du XVIe siècle, classée au titre des monuments historiques par arrêté du 3 juin 1908[36].
- Borne-fontaine en fonte de fer[37], de la fonderie de Tusey, située à l'arrière de l'église, contre la sacristie construite en 1862.

Ce modèle, dont très peu d'exemplaires ont été conservés, a été créé en 1836 par Justinien Thiébert, architecte municipal de Nancy, pour équiper cette dernière en bornes-fontaines.
Sa réalisation fut confiée aux fonderies de Tusey qui l'intégrèrent par la suite à leur catalogue. Aucune des bornes-fontaines installées à Nancy n'a été conservée, ce qui rend l'exemplaire de Fréville d'autant plus intéressant.
- Monument aux morts[39],[40].

## Politique et administration
| Période       | Période       | Identité                    | Étiquette | Qualité                                                                              |
| ------------- | ------------- | --------------------------- | --------- | ------------------------------------------------------------------------------------ |
| mars 1977     | mars 1983     | Pierre Humblot (1922-1999)  | DVD       | Garde forestier Suppléant du Conseiller général du canton de Neufchâteau (1979-1988) |
| mars 1983     | mars 1989     | Gilbert Leblanc (1925-2009) | SE        | NC                                                                                   |
| mars 1989     | mars 2014     | Gérard Tollot (1939-2022)   | SE        | Agriculteur                                                                          |
| mars 2014     | novembre 2015 | Évelyne Henriot (1954-)     | LR        | Cadre du secteur privé                                                               |
| novembre 2015 | En cours      | Stéphane Leblanc (1959-)    | SE        | Artisan d'installation électrique, intérimaire                                       |

### Budget et fiscalité 2023

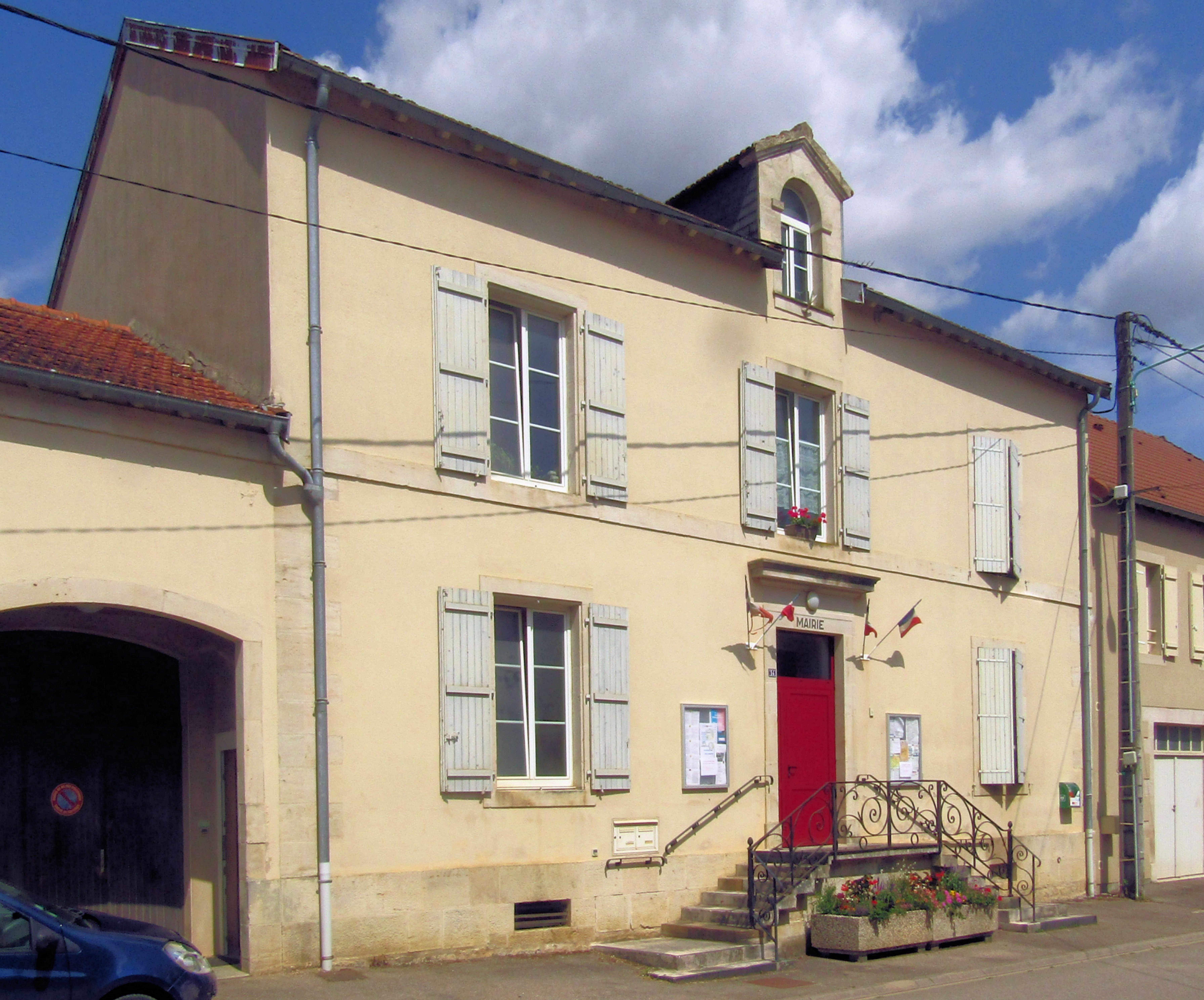
La mairie.

En 2023, le budget de la commune était constitué ainsi :
- total des produits de fonctionnement : 99 000 €, soit 736 € par habitant ;
- total des charges de fonctionnement : 85 000 €, soit 633 € par habitant ;
- total des ressources d'investissement : 3 000 €, soit 25 € par habitant ;
- total des emplois d'investissement : 161 000 €, soit 1 191 € par habitant ;
- endettement : 208 000 €, soit 1 537 € par habitant.

Avec les taux de fiscalité suivants :
- taxe d'habitation : 19,69 % ;
- taxe foncière sur les propriétés bâties : 36,02 % ;
- taxe foncière sur les propriétés non bâties : 19,21 % ;
- taxe additionnelle à la taxe foncière sur les propriétés non bâties : 0,00 % ;
- cotisation foncière des entreprises : 0,00 %.

Chiffres clés Revenus et pauvreté des ménages en 2021 : médiane en 2021 du revenu disponible, par unité de consommation : 21 830 €.

## Population et société

### Démographie

#### Évolution démographique
L'évolution du nombre d'habitants est connue à travers les recensements de la population effectués dans la commune depuis 1793. Pour les communes de moins de 10 000 habitants, une enquête de recensement portant sur toute la population est réalisée tous les cinq ans, les populations de référence des années intermédiaires étant quant à elles estimées par interpolation ou extrapolation. Pour la commune, le premier recensement exhaustif entrant dans le cadre du nouveau dispositif a été réalisé en 2008.

En 2022, la commune comptait 132 habitants, en évolution de −13,73 % par rapport à 2016 (Vosges : −2,96 %, France hors Mayotte : +2,11 %).
| 1793 | 1800 | 1806 | 1821 | 1831 | 1836 | 1841 | 1846 | 1856 |
| ---- | ---- | ---- | ---- | ---- | ---- | ---- | ---- | ---- |
| 223  | 218  | 199  | 192  | 217  | 215  | 212  | 220  | 213  |

| 1861 | 1866 | 1876 | 1881 | 1886 | 1891 | 1896 | 1901 | 1906 |
| ---- | ---- | ---- | ---- | ---- | ---- | ---- | ---- | ---- |
| 208  | 208  | 204  | 173  | 177  | 171  | 181  | 182  | 183  |

| 1911 | 1921 | 1926 | 1931 | 1936 | 1946 | 1954 | 1962 | 1968 |
| ---- | ---- | ---- | ---- | ---- | ---- | ---- | ---- | ---- |
| 170  | 144  | 187  | 169  | 166  | 147  | 151  | 138  | 153  |

| 1975 | 1982 | 1990 | 1999 | 2006 | 2008 | 2013 | 2018 | 2022 |
| ---- | ---- | ---- | ---- | ---- | ---- | ---- | ---- | ---- |
| 150  | 162  | 138  | 130  | 134  | 135  | 152  | 138  | 132  |

### Enseignement
Établissements d'enseignements :
- Écoles maternelles et primaires à Bazoilles-sur-Meuse, Liffol-le-Grand, Neufchâteau, Rebeuville.
- Collèges à Liffol-le-Grand, Neufchâteau, Bourmont-entre-Meuse-et-Mouzon, Châtenois.
- Lycées à Neufchâteau, Mandres-sur-Vair.

### Santé
Professionnels et établissements de santé :
- Médecins à Liffol-le-Grand, Neufchâteau, Coussey, Grand, Châtenois, Sauvigny, Bulgnéville.
- Pharmacies à Liffol-le-Grand, Neufchâteau, Coussey, Bourmont, Châtenois, Vrécourt, Bulgnéville.
- Hôpitaux à Neufchâteau, Vittel, Lamarche, Joinville, Riaucourt, Mirecourt, Mattaincourt.

### Cultes
- Culte catholique, Paroisse Saint-Pierre-et-Saint-Paul-au-seuil-de-la-Lorraine[55], Diocèse de Saint-Dié.

### Personnalités liées à la commune
- Médaillés de Sainte-Hélène[56].

## Pour approfondir